# Бараново (Підляське воєводство)
Бараново (пол. Baranowo) — село в Польщі, у гміні Рутка-Тартак Сувальського повіту Підляського воєводства.
Населення — 89 осіб (2011).
У 1975-1998 роках село належало до Сувальського воєводства.

## Демографія
Демографічна структура станом на 31 березня 2011 року:
|          | Загалом | Допрацездатний вік | Працездатний вік | Постпрацездатний вік |
| -------- | ------- | ------------------ | ---------------- | -------------------- |
| Чоловіки | 47      | 16                 | 28               | 3                    |
| Жінки    | 42      | 13                 | 21               | 8                    |
| Разом    | 89      | 29                 | 49               | 11                   |